# Medan Baru
Medan Baru is een bestuurslaag in het regentschap Merangin van de provincie Jambi, Indonesië. Medan Baru telt 425 inwoners (volkstelling 2010).